# Dietrich von Kothe
Dietrich von Kothe († 1365) war von 1347 bis 1365 Bischof von Brandenburg. Davor war er Domherr von Brandenburg. Er gehörte dem Prämonstratenserorden an.

## Leben
Vor seiner Wahl zum Bischof von Brandenburg war Dietrich von Kothe Domherr in Brandenburg und Pfarrer von St. Godehard in Brandenburg. Der genaue Anfang seines Pontifikats lässt sich nicht genau festlegen. Die Wahl und die Weihe müssen aber vor dem 6. Oktober 1349 gelegen haben. Er nahm an der Synode am 30. Mai 1363 in Ziesar teil. Im selben Jahr nahm er auch an der Weihe des Magdeburger Doms teil. Er verstarb zwischen dem 11. Januar 1365 und Anfang August 1365.

## Siegel

### Hauptsiegel
Das Hauptsiegel ist rund. Es zeigt den sitzenden Bischof. Die rechte Hand des Bischofs ist erhoben, und in der linken Hand hält er den Krummstab. Die Umschrift lautet: S‘ THIDERICI •DEI • GRA • EPI-ECCE • BRANDEBVRGES.

### Sekretsiegel
Das Sekretsiegel ist rund. Im Siegelfeld befinden sich rechts Petrus und links Paulus. Die Umschrift lautet: † SECRETV • THIDERICI • EPI •ECCE • BRANDEBVRGES.

## Zählung der Bischöfe namens Dietrich
- Dietrich (Brandenburg) wird in der Germania-sacra nur als Dietrich genannt. Er gewann zwar die Wahl zum Bischof von Brandenburg, erhielt aber die nicht päpstliche Zustimmung. Von manchen Forschern wird er trotzdem als Dietrich I. geführt.
- Dietrich von Kothe wird in der Germania-sacra als Dietrich I. genannt,  wird von manchen Forschern aber Dietrich II. genannt.
- Dietrich von der Schulenburg wird in der Germania-sacra als Dietrich II. genannt, wird von manchen Forschern aber Dietrich III. genannt.
- Dietrich von Stechow wird in der Germania-sacra als Dietrich III. genannt, wird von manchen Forschern aber Dietrich IV. genannt.
- Dietrich von Hardenberg wird in der Germania-sacra als Dietrich IV. genannt, wird von manchen Forschern aber Dietrich V. genannt.